# Аріель Коен
Аріель Коен (англ. Ariel Cohen; народився 3 квітня 1959 року в Криму в Ялті, СРСР) є політологом, орієнтуючись на політичний ризик, міжнародну безпеку енергетичну політику та верховенство права. Коен на даний момент є директором Центру енергетики, природних ресурсів та геополітики (CENRG) в Інституті аналізу глобальної безпеки (IAGS). CENRG зосереджується на взаємозв'язку між енергетикою, геополітикою та безпекою, природними ресурсами та зростанням. Він також є позаштатним старшим науковим співробітником Атлантичної Ради, в рамках Глобального енергетичного центру та Центру Євразії Діну Патрічіу. До липня 2014 року доктор Коен був старшим науковим співробітником Фонду спадщини у Вашингтоні, округ Колумбія. Він спеціалізується на Росії, Євразії, Східній Європі та на Близькому Сході.

## Молоді роки і освіта
Коен закінчив бар-Іланський Університет в Ізраїлі в  1986 році зі ступенем бакалавра права. В 1989 році він ступінь магістра права та дипломатії, а в 1993 році ступінь доктора в Флетчерській школі права та дипломатії (The Fletcher School of Law and Diplomacy).

## Політична і масова справа
Коен свідчив перед комітетами Конгресу США, у тому числі Сенату та Палати зовнішніх зв’язків комітетів, комітетом Дому збройних сил, комітетом суддівства та Хельсинською комісією. Він також служив в якості політичного радника в Національному інституті громадської політики центру утримування аналізу (National Institute for Public Policy’s Center for Deterrence Analysis). Крім того Коен консультував Агентство з міжнародного розвитку США від Світового банку та Пентагону.
Коен є постійним письменником та коментатором в Американських та міжнародних ЗМІ. Він з’являвся на таких телеканалах, як CNN, NBC, CBS, FOX, C-SPAN, BBC-TV і Al Jazeera English, а  також російських та українських національних телеканалах. Він був коментатором на радіостанції «Голос Америки» у щотижневому радіо та телешоу протягом восьми років.
В даний час він є пишучим редактором національних інтересів та блогером «Голосу Америки». Він писав гостьові статті для  New York Times, International Herald Tribune, Christian Science Monitor, The Washington Post, The Wall Street Journal, The Washington Times, EurasiaNet, Valdai Discussion Club і National Review Online. В Європі, аналізи Коена з’явились в «Комерсанті», «Новинах», «Hurriyet», популярному російському вебсайті «Еженедельный журнал» та багатьох інших.

## Ключові прогнози
У 1995 році Коен прогнозував, що злочинність та корупція, що поширюється Євразії, загрожують завдати шкоди іноземним інвестиціям та демократичним інститутам у країнах колишнього Радянського Союзу. Він застеріг, що фінансова допомога російському уряду призведе до злочинних дій. Він також прогнозував фінансову кризу в 1998 році.
У липні 2001 року, всього за два місяці до того, як «Аль-Каїда» вразила Сполучені Штати, Коен засвідчив перед Конгресом, закликаючи уряд США "протидіяти зусиллям радикальних ісламських груп в Центральній Азії, включаючи «Талібан» та організацію Усамми Бен Ладена.
У 2006 році і знову в 2008 році Коен попередив про можливість війни між Росією та Грузією.
У 2008 році Коен попереджав, що ціни на нафту в діапазоні від 140 до 150 доларів за барель призведуть до Всесвітньої економічної кризи.